# Xenomastax miserabilis
Xenomastax miserabilis är en insektsart som beskrevs av Marius Descamps 1964. Xenomastax miserabilis ingår i släktet Xenomastax och familjen Euschmidtiidae. Inga underarter finns listade i Catalogue of Life.